# 北村美術モデル紹介所
株式会社北村美術モデル紹介所は、美術モデルの紹介を行っている人材派遣の事務所である。

## 概要
1963年より現在に至るまで、美術モデルの人材派遣を行っている。
首都圏での美術モデル派遣業では、プールヴーモデル紹介所と共に、知名度がある業界大手である

## 所在地
- 住所
  - 東京都北区志茂1丁目18-17[2]

- アクセス
  - 東京メトロ南北線志茂駅から徒歩8分